# اردشیر دوم (شاهنشاه ساسانی)
اردشیر دوم (به پارسی میانه: 𐭠𐭥𐭲𐭧𐭱𐭲𐭥 ت.ت. 'اَرْتَخْشَتْرَ'؛ ۳۸۳ – ۳۷۹ میلادی) یا اردشیر نکوکار در شاهنامه، یازدهمین شاهنشاه ایران و انیران از دودمان ساسانی بود. او که برادر یا به نظر بعضی از مورخین پسر شاپور دوم بود (بنظر می‌رسد نظر اخیر صحیح‌تر باشد چون شاپور دوم آخرین و تنها پسر نوزاد هرمز دوم بود و اگر اردشیر دوم پسر زنده هرمز دوم بود، با توجه به بزرگتر بودن او را شاه می‌کردند)، در زمان شاهنشاهی برادر یا پدرش به عنوان شاه نخوردشیرگان خدمت کرد و در جنگ‌های شاپور دوم در برابر رومیان نیز حاضر بود. اردشیر پس از مرگ برادر یا پدرش به عنوان شاهنشاه برگزیده شد و با توجه به اینکه پسر نداشت، برادرزاده یا برادر دیگرش یعنی شاپور سوم، بر تخت عاج نشست. دوران کوتاه این شاهنشاه بسیار آرام بود و اتفاق مهمی روی نداد و تنها ساسانیان به سیاست پیشین خود در رابطه با ارمنستان ادامه دادند. 
گفته شده که اردشیر دوم شخص بسیار با اراده‌ای بوده و همچنین در برخی از منابع، از جمله شاهنامه فردوسی، از او با عنوان نیکوکار یاد شده‌است.

## نام
اردشیر به معنای «او که با راستی فرمانروایی می‌کند» است. این نام در پارسی میانه به شکل Artaxšīr آمده است که خود از نام پارسی باستان Artaxšaθra گرفته شده است. شکل یونانی و ارمنی این نام به ترتیب Artaxérxēs (Αρταξέρξης) و Artašēs (Արտաշէս) است.

## پیش‌زمینه

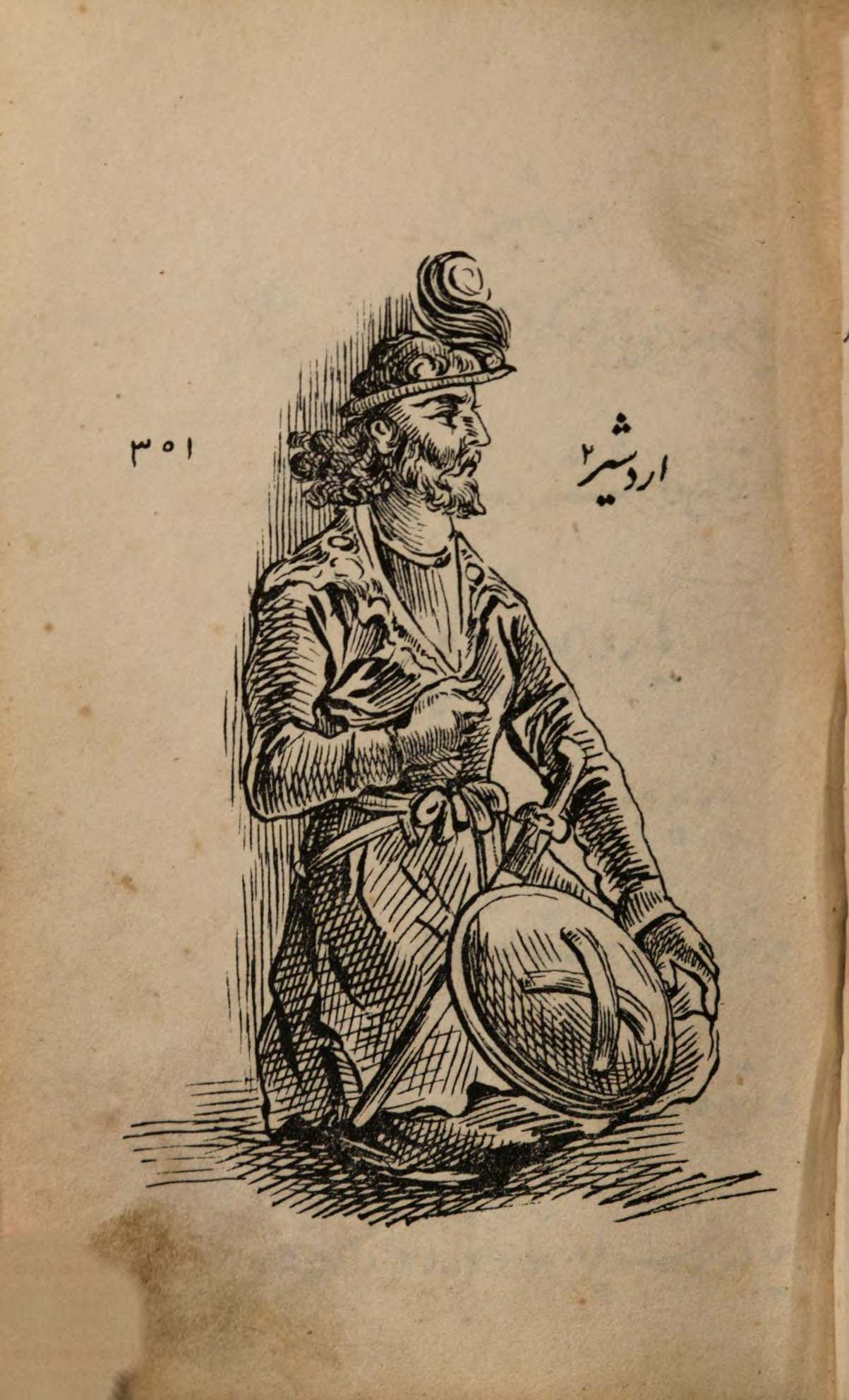
نگاره‌ای از اردشیر دوم در نامهٔ خسروان

اردشیر فرزند یا نوه هرمز دوم بود. هرمز از ۳۰۲ تا ۳۰۹ به عنوان شاهنشاه ایران فرمانروایی کرد. اما زمانی که مشغول شکار بود، توسط اشراف ساسانی به قتل رسید. پس از هرمز، پسرش آذرنرسه برتخت نشست اما تنها پس از چند ماه توسط وزرگان کشته شد. اشراف سپس یکی از برادران آذرنرسه را کور کردند و دیگری را که هرمز نام داشت، به زندان انداختند که البته مدتی بعد فرار کرد و به رومیان پناهنده شد. به هر ترتیب اشراف با توجه به اینکه پسری از هرمز دوم نمانده بود، شاپور نوزاد یا در شکم مادر را برتخت شاهنشاهی نشاندند. مطابق افسانه‌ها، شاپور در زمان تاج‌گذاری هنوز متولد نشده بود و تاج را بر روی شکم مادرش قرار دادند، اما در درستی این داستان تردید جدی وجود دارد؛ در هر صورت، تا شانزده سالگی شاپور دوم، بزرگان دربار و مادر وی، یعنی ایفرا هرمز، زمام اوضاع را در دست داشتند.
اردشیر پیش از اینکه به عنوان شاهنشاه ایرانشهر برگزیده شود، برای مدت سی و دو سال شاه نودشیرگان بود. گفته شده که او در جریان یورش امپراتور ژولیان به ایرانشهر، از خود دلاوری‌های زیادی نشان داد. شاپور دوم، در سال ۳۷۹م، اردشیر دوم را بعنوان جانشین خود برگزید و با توجه به اینکه اردشیر دوم پسر نداشت پس از او برادر دیگرش، شاپور سوم را برگزیدند. احتمالاً به همین دلیل است که در نوشته‌های تاریخ‌نگاران ارمنی، از شاپور دوم به عنوان پدر اردشیر دوم نام برده شده‌است.
این شاهنشاه در زمان بر تخت‌نشینی چهل و شش ساله بود.

## دوران شاهنشاهی
مهم‌ترین رویداد شاهنشاهی اردشیر دوم، اتفاقات ارمنستان بود. پاپ، فرزند آرشاک دوم و شاه ارمنستان به مدت چهار سال، در دوران شاپور دوم کشته شده بود و یکی از شاهزادگان آرشاکونی (اشکانیان ارمنستان)، با نام وارازدات، از سوی رومیان به عنوان شاه نو ارمنیان برتخت نشسته بود. با این حال، قدرت اصلی در دستان موشق مامیکونیان، یکی از اشراف ارمنی، بود. وارازدات به بهانه اینکه موشق با رومیان روابط مخفی دارد، وی را کشت. برادر موشق یعنی مانوئل در پاسخ بر شاه ارمنستان شورید و با کمک ایران، وارازدات را برکنار کرد و زرمان‌دخت همسر پاپ و مادر ارشاک سوم را برتخت فرمانروایی ارمنستان نشاند. در پاسخ به کمک ایران، مانوئل اجازه داد تا نیروهای ساسانی بدون جنگ در ارمنستان مستقر شوند.
ولی این روابط دوستانه دیری نپایید. یکی از اشراف ارمنی به نام مروجان — احتمالاً اشتباهاً — به مانوئل خبر داد که سربازان ایرانی به دنبال دستگیری و کشتن او هستند. این مسئله باعث شد تا وی با نیروهای خود به ده هزار سرباز ساسانی حمله کرده و تعدادی از آنان را بکشد. خود مانوئل نیز اندکی بعد درگذشت. با این حال، امپراتور روم تئودوسیوس و اردشیر، علاقه‌ای به ایجاد دوباره درگیری در مناطق مرزی نداشتند و قرار بر این شد که پیمانی برای حل مسئله ارمنستان به امضا برسد. اما پیش از اینکه این اتفاق روی دهد، اشراف ایرانی اردشیر را به قتل رساندند. احتمالاً او نیز مانند شاهنشاه پیشین در پی محدود نگاه داشتن قدرت اشراف بود و همین مسئله باعث دشمنی آنان با وی شده بود. به هر صورت، شاپور سوم در سال ۳۸۴ برتخت شاهنشاهی ایران نشست و البته پیمانی که قرار بود بین اردشیر و تئودوسیوس برقرار شود را امضا کرد.
از فرزندان اردشیر دوم، نام زروان‌دخت در منابع تاریخی به چشم می‌خورد. او با خسروی چهارم ارمنی ازدواج کرد.

## سکه‌شناسی

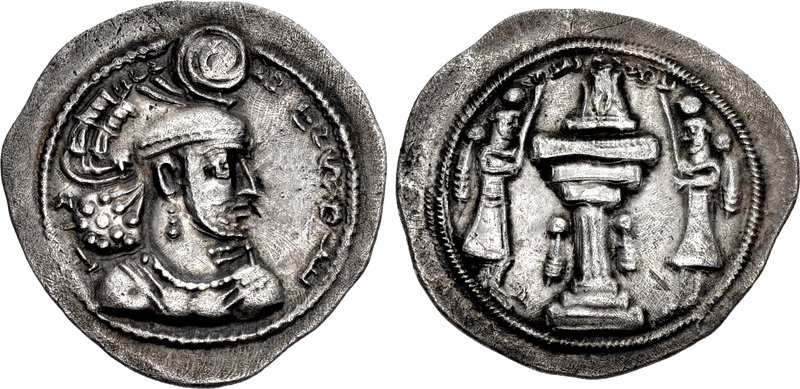
درخم اردشیر دوم، ضرب بیشاپور

سکه‌های اردشیر دوم نشان می‌دهد که تاجی که برای او طراحی شد، بسیار به تاج اردشیر یکم شبیه بود. بر روی سمت دیگر سکه‌هایش، همان تصویر کلاسیک آتشکده و دو شخصی که در کنار آن ایستاده‌اند را نشان می‌دهد. وی بر روی سکه‌هایش عنوان «اردشیر، شاهنشاه ایرانیان» را حک کرد. تنها بر روی تعداد معدودی از سکه‌ها واژه «انیرانیان» نیز به چشم می‌خورد.

## سنگ‌نگاره

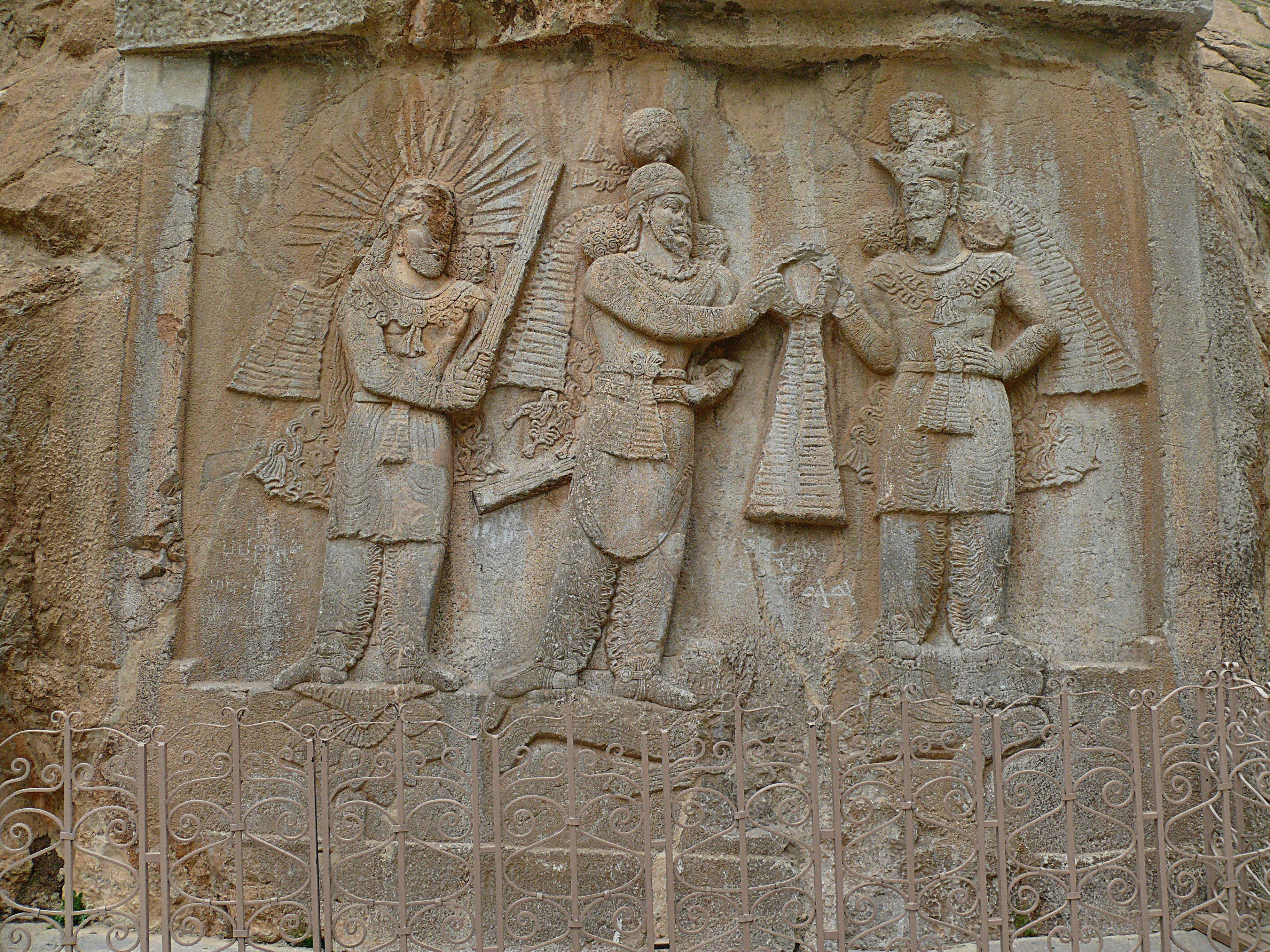
نقش‌برجسته تاجگذاری اردشیر دوم در تاق‌بستان. اردشیر دوم در میانه، اهورامزدا در راست و مهر در چپ و ژولیان (امپراتور روم) در زیر پای اردشیر دوم و اهورامزدا

شاهان پیش از اردشیر پیروزی‌ها یا مراسم اعطای مقام خویش را بر تخته‌سنگ‌هایی در استان فارس نگاشته بودند، ولی اردشیر جایگاه سنگ‌نگاره‌ها را به تاق‌بستان در نزدیکی کرمانشاه برد، جایی که سازه‌های سنگی باستانی بسیاری دارد. یادمان بجا مانده از او باوقار است ولی سبکی رسمی و ملال‌انگیز دارد. این یادمان که در فرورفتگی‌یی چهارگوش کنده شده‌است، اردشیر را نشان می‌دهد که چهرهٔ دو مرد در دو سوی او ایستاده‌اند. همه آن‌ها ایستاده‌اند و جامه‌های گرانقیمت بر تن دارند. در این سنگ‌نگاره، شاهنشاه تاج شاهی را از دستان مردی که پیشتر او را اهورامزدا می‌شمردند، می‌ستاند، ولی دندانه‌های تاج او همانند تاج شاپور دوم است که همان کسی بود که در واقع اردشیر را به شاهی گماشت. هر دو شاهنشاه بر روی بدن کشته‌شدهٔ یک دشمن ایستاده‌اند که گویا یک رومی است، چرا که تاج او نشان از آن دارد که او یک امپراتور است. در پشت اردشیر چهره‌ای دیگر ایستاده‌است. او در دستان خود دستهٔ برسُم دارد و تاجی بر سر نهاده‌است که با دوازده پرتو خورشید آذین‌بندی شده‌است. او را که در گذشته با کسانی همچون زرتشت یا حتی آذر (ایزد آتش) می‌شناختند، امروزه مهر می‌دانند که این دیدگاه بر پایهٔ آن بوده‌است که شخصی که دارای تاجی همانند تاج این چهره دارد، در سنگ یادبود نمرود داغ دیده می‌شود که از پیش با مهر یکی دانسته شده‌است. او بر روی یک گل نیلوفر بزرگ ایستاده‌است که هنوز به گونهٔ دقیق دانسته نیست که چه پیوند معنایی میان آنها وجود دارد.
امپراتور روم که زیر پای اردشیر است گویا ژولیان است که در ۳۶۳ به ایران تاخت و در غرب تیسفون شکست خورد. از آنجا که در دوران شاهنشاهی خود اردشیر، هیچ جنگی با روم انجام نشد و لشکرکشی ژولیان هنگامی انجام پذیرفت که اردشیر شاه آدیابن بود، می‌توان به گونه‌ای اعتمادپذیر نتیجه‌گیری کرد که اردشیر در پاسداری از ایران آنچنان جان‌فشانی کرد بود که پس از شاپور دوم، می‌توانست ادعا کند که بخشی بزرگ از پیروزی ایرانیان بر رومیان مدیون تلاش‌های او بوده‌است و این را در سنگ‌نگاره‌ای که کنده‌است بجا گذارده که در آن به گونه‌ای نمادگونه شاپور مقام شاهنشاهی را به او می‌بخشد و هر دو پیروزی مشترک خود بر ژولیان را جشن می‌گیرند.
یک دوری سیمین زیبا در نزدیکی ساری در استان مازندران ایران یافت شده‌است که شاهی سوار بر اسب را نشان می‌دهد که در حالی که به گونهٔ وارونه بر روی زین است نشسته‌است، به سوی دو شیر تیر می‌اندازند. تاج شاهی که بر روی بشقاب نگاشته شده، همانند تاج اردشیر دوم است و بررسی پارچه‌های نگاشته شده در آن نشان می‌دهد که با «گونهٔ خط‌دار جدیدی که با یکسری خط خمیده که گاهی به دایره و نیم‌دایره نیز تبدیل می‌شود» و در سنگ‌نگارهٔ اردشیر در طاق بستان هم بکار رفته همانند است. از این رو شاه روی بشقاب همان اردشیر دوم است.